# Bromelia: Revista de Sociedade Brasileira de Bromelias
Bromelia: Revista de Sociedade Brasileira de Bromelias (abreviado Bromélia) es una revista con ilustraciones y descripciones botánicas que es publicada en Río de Janeiro desde el año 1994.